# Uranotaenia alboannulata
Uranotaenia alboannulata är en tvåvingeart som först beskrevs av Theobald 1905.  Uranotaenia alboannulata ingår i släktet Uranotaenia och familjen stickmyggor. Inga underarter finns listade i Catalogue of Life.